# Papa Don’t Preach (singel Kelly Osbourne)
"Papa Don't Preach" – debiutancki singel Kelly Osbourne, który promował album Shut Up. Wydany we wrześniu roku 2002. Singel pokrył się platyną w Australii, za werdyktem Australian Recording Industry Association (ARIA).
Cover utworu Madonny pod tym samym tytułem.

## Zawartość singla
1. "Papa Don't Preach (Album Version)" – 3:26
2. "Papa Don't Preach (Karaoke/Instrumental Version)" – 3:25
3. "Papa Don't Preach" (wideoklip)
4. Relacja z planu zdjęciowego wideoklipu